# 樹鼻妹
〈樹鼻妹〉（英語：Tree Trunks）是《探險活寶》第一季的第4集。在卡通頻道2010年4月12日播出。本集以阿寶和魔法狗老皮為主角，講述樹鼻妹加入芬和傑克去完成在邪惡森林採傳說中的「水晶蘋果」願望的任務。最終三個人找到，樹鼻妹吃一口蘋果後突然爆炸，並穿越到水晶象限。

## 劇情
芬和傑克被邀請到樹鼻妹的房子享用蘋果派。開始談論可以做的事，樹鼻妹說她要稀有水晶蘋果，位於邪惡森林。芬和傑克決定讓她的願望成真。當他們到達邪惡森林，他們遇到一堵滿滿的肉牆而展開戰鬥，而因為樹鼻妹天真，她以為黏在一起就可以了。擊敗怪物後樹鼻妹脫隊，但發現骷髏蝴蝶。她遭殭屍攻擊時並開始跟他們開茶話會，不知道他們想要殺了她。芬和傑克擊退殭屍，並繼續他們的冒險，直到他們遇到大腦之獸。芬戰鬥，但樹鼻妹的「冒險家直覺」告訴需化妝並用她女人魅力勾引大腦之獸。傑克救樹鼻妹，而芬攻擊怪物的魔法寶石弱點。
芬生氣喊樹鼻妹自己處於危險之中。她離開時沮喪，但發現水晶蘋果在森林中心。不料，水晶守護者出現，並模仿芬和傑克的行動。芬和傑克發現必須化妝才能整怪物，於是用樹鼻妹的「戰術」讓樹鼻妹咬了水晶蘋果一口。她咬完後，不到一秒鐘就爆炸，令芬和傑克非常震驚。最終樹鼻妹漫遊水晶象限。

## 製作
本集故事由梅里韋瑟·威廉與蒂姆·麥基翁撰寫稿，劇本由巴特‧尹和肖恩·希門尼茲撰寫及拉里·萊奇力特指導。雖然本集是第四集，但原本製作要當作第十六集播出，這是樹鼻妹出現在之後的〈驅逐出境〉的原因。本集具有掛名人物，波莉‧婁‧利文斯頓。利文斯頓是潘得頓·沃德的母親，貝蒂·沃德的朋友，知道潘得頓還是年輕的孩子。之後雖然已八年沒有見過她，他問她願意為《探險活寶》配音。她表白當問到時“差點暈倒”，他仍記得她的事感到驚訝。貝蒂聲稱由於難忘南方口音。
本來結尾只有樹鼻妹爆炸。但之後她漫遊在水晶象限，是故事撰寫加入才有的因此，在第二季的〈水晶魔力〉一集中樹鼻妹再次登場。不過在DVD《探險活寶：最愛的兩個人》提到未編輯的版本的，只有樹鼻妹爆炸。此集中作曲家凱西·詹姆士·巴錫齊斯用各種貝斯和鋸齒創造異想天開的配樂。此配樂後來被稱為“平易近人的屠殺”。巴錫齊斯試圖在其他集繼續把焦點放在樹鼻妹的“樂趣和實驗精神”。

## 反響
〈樹鼻妹〉於2010年4月12日在卡通頻道首播。這個劇集被觀眾收看，此集有18.47萬觀眾觀看，尼爾森收視率為1.2/2。表示所有家庭在看電視時的比例為1.2%和2%。此外124.2萬6-11歲的兒童觀看此集，比前年增加了171%。此集首次發行於2011年《探險活寶：最愛的兩個人》DVD，包括系列的前兩季的12集。後來在2012年7月完整版第一季DVD發行。
DVD Talk的弗朗西斯·里佐三世（Francis Rizzo III）誇張地問：“如果任何人想解釋〈樹鼻妹〉結尾時發生的事情”。然而，他指出如果《探險活寶》是一個較小的節目，可能會使你無話可說並一走了之，但不知何故，這只是另一個小段古怪的個性。”。“代頓審查員”的評論寫道：“樹鼻妹只是荒謬而產生歇斯底里的角色。”。他們讚揚了這集中，她經常說“有模糊的性暗示”的台詞。評論喜歡此集能以荒謬的方式傳達“追隨你的夢想”。評論也讚揚了“無價”的扭曲結局，稱之為“此集中的絕對最佳時刻，並且整部《探險活寶》中『他們的』個人喜好之一”。